# 昂古莱姆区
昂古莱姆区（法語：arrondissement de Angoulême）是法国夏朗德省所辖的一个区。总面积1867.6平方公里，总人口181,361，人口密度66人/平方公里（2018年）。主要城镇为昂古莱姆。

## 辖区
昂古莱姆区辖有97个市镇。